# Diplogelasinospora
Diplogelasinospora — рід грибів родини Sordariaceae. Назва вперше опублікована 1961 року.

## Види
База даних Species Fungorum станом на 20.10.2019 налічує 4 види роду Diplogelasinospora:
- Diplogelasinospora grovesii Udagawa & Y.Horie, 1972
- Diplogelasinospora inaequalis Udagawa, 1973
- Diplogelasinospora moalensis Dania García, Y.Marín & Cano, 2014
- Diplogelasinospora princeps Cain, 1961